# 압델잘릴 하다
압델잘릴 하다(Abdeljalil Hadda, 아랍어: عبدالجليل حدّا, 1972년 3월 23일 ~)는 모로코의 전 축구 선수로, 선수 시절 공격수로 활약하였다. 별명은 카마초(Kamatcho)였다.
하다는 메크네스 (Meknes)에서 태어나, 고장의 CODM 메크네스 (CODM Meknès)에서 선수 생활을 시작하였으며, 1996년 사우디아라비아 프리미어리그의 알이티하드로 이적하였다. 후에 잠시 튀니지의 클럽 아프리카인 (Club Africain)에서 뛰었으며, 1998-1999 시즌 스페인 세군다 디비시온의 스포르팅 히혼에 입단하였다. 히혼에 있는 동안 불규칙적인 경기 출전을 한 그는, 2000년 일본 J리그의 요코하마 F. 마리노스로 임대되었다.
하지만 단 한 경기로 출전하지 못하고 2001년, 히혼으로 돌아왔으며, 이후 튀니지의 클럽 아프리카인, 모로코의 마그레브 페즈 (Maghreb Fez, 2002년 ~ 2003년), CODM 메크네스 (2003년 ~ 2004년)를 거쳐 2004년, 선수에서 은퇴하였다.
모로코 축구 국가대표팀에서는 36경기에서 15골을 넣었고, 1998년 FIFA 월드컵에서는 3경기에서 2골을 성공시켰으나, 모로코는 조별 리그에서 탈락하였다. 2002년 FIFA 월드컵에서는 팀이 지역 예선에서 세네갈에 밀려 탈락하는 바람에 참가하지 못했다.
또한, 1998년 아프리카 네이션스컵과 2000년 아프리카 네이션스컵에 출전했던 경험도 있다.